# OpenWebNet

OpenWebNet — открытый протокол, развиваемый компанией Bticino с 2000 года.
Предназначен для интеграции системы домашней автоматизации MyHome с решениями от других производителей.
Взаимодействие осуществляется через шлюз.

## OpenWebNet протокол
Используя специальное программное обеспечение можно осуществлять централизованный контроль над системой MyHome. С помощью ethernet, serial RS232 или USB через шлюз программа подсоединяется к системе домашней автоматизации.
Минимальные требования — возможность использовать DTMF коды телефонной сети общего пользования (PSTN) для передачи сообщений.

### История
OpenWebNet протокол был открыт в 2006 году с целью абстрагирования от «закрытой» SCS (Simple Cable Systems) технологии, на которой базируются все системы автоматизации MY HOME, и предложить возможность их интеграции с решениями от других производителей, которая не привязана к способу передачи данных.
Впервые протокол был использован для управления светом через телефонную линию (DTMF коды).

### Синтаксис
OpenWebNet сообщение имеет ASCII формат и состоит из полей различной длины, разделенных символом '*'. Закрывает сообщение '##'.
Структура сообщения выглядит следующим образом:
- field1*field2*… *fieldN##

Могут быть использованы следующие поля:
WHO
WHERE
WHAT
DIMENSION
VALUE
WHO
| Значение поля | Функция MyHome    |
| ------------- | ----------------- |
| 0             | Сценарии          |
| 1             | Свет              |
| 2             | Энергопотребление |
| 3             | Нагрузки          |
| 4             | Температура       |
| 5             | Охрана            |
| 16            | Звук итд…         |

В зависимости от значения в этом поле, сообщения относятся к той или иной подсистеме MyHome.
Например, если значение WHO = 1 , сообщение предназначено для управления светом, если WHO=4 — температурой и.т.д

WHERE
В зависимости от значения, содержащегося в этом поле, сообщения относятся к тому или иному объекту (набору объектов) системы MyHome. По сути поле содержит адрес устройств.
Для каждого из значений поля Who существует табличное значение поля Where
Например, если значение WERE = 11 , сообщение предназначено для управления устройством с адресом A=1; PL=1.
Таг WHERE может также содержать дополнительные параметры: WHERE#PAR1#PAR2… #PARn.

WHAT
Поле характеризует действие, которое необходимо выполнить. Это может быть вкл/выкл света, установка диммера на определенный уровень яркости, включение радиотюнера.
Например, если значение What = 1, сообщение включит свет, если 0 — выключит. Если же, например, необходимо установить диммер на уровень 60 % , то значение What=6.

DIMENSION
Используется для измерения текущих параметров объекта.
С помощью этого поля можно сделать запрос текущего значения измеряемого параметра, прочитать/записать значение параметра.
Например: температура, уровень громкости, версия программного обеспечения устройства итд

### Структура сообщений
Командное/ Статусное сообщение:
```
*WHO*WHAT*WHERE##
```

Пример: *1*1*11##
WHO=1 — сообщение предназначено для системы освещения;
WHERE=11 — адрес устройства A=1, PL=1;
WHAT=1 — включение активатора;

Сообщение запроса статуса:
```
*#WHO*WHERE##
```

Пример: *#1*11##
WHO=1 — сообщение предназначено для системы освещения;
WHERE=11 — адрес реле, статус которого необходимо запросить A=1, PL=1;

Запрос/Чтение измеряемого параметра:
```
*#WHO*WHERE*DIMENSION##
```

Пример: *#4*01*0##
WHO=4 — сообщение предназначено системы термоконтроля;
WHERE=01 — запрос показания термодатчика зоны 1 (ZA=0, ZB=1);
DIMENSION=0 — режим считывания показаний датчика;

Запись нового значения:
```
*#WHO*WHERE*#DIMENSION*VAL1*VAL2##
```

Пример: *#4*1*#14*0210*1##
WHO=4 — сообщение предназначено системы термоконтроля;
WHERE=1 — адрес зоны термоконтроля (ZA=0, ZB=1);
DIMENSION=14 -режим для задания нового значения;
VAL1=0210 -новое значение температуры (21.0°);
VAL2=1 — режим работы (нагрев);

Сообщение подтверждения/неподтверждения:
ACK:
```
*#*1##
```

Подтверждение успешного приема команды от программы клиента;
NACK:
```
*#*0##
```

Указывает на то, что полученное от клиента сообщение содержит ошибки

## OpenWebNet Шлюзы
Существует два типа шлюзов, которые позволяют взаимодействовать с шиной SCS:

### TCP/IP Шлюз (веб-сервер)
Является преобразователем между OpenWebNet сообщениями передаваемыми по протоколу TCP/IP и SCS сообщениями системы MyHome.
Сервер работает на платформе Linux. Также имеет веб-интерфейс.
Открытие сессии:
1.Сервер проверяет возможность установки соединения, которая зависит от количества открытых сессий. По умолчанию число сессий не должно превышать 50.
2.Если связь установлена -сервер посылает ACK сообщение.
3.Затем сервер ждет OPEN сообщения *99*0## или 99*1## для открытия сессии в одном из режимов: режим команд, режим мониторинга. Если в течение 30 секунд такого сообщения не поступает, сервер прекращает соединение.
4.После получения OPEN сообщения сервер проверяет IP адрес клиента. Если IP адрес входит в диапазон разрешенных IP адресов, то сервер начинает передачу данных.

### Serial/USB шлюз
Является преобразователем между OpenWebNet сообщениями передаваемыми по шине USB/RS-232 и SCS сообщениями системы MyHome.